# Station Gizałki
Station Gizałki is een spoorwegstation in de Poolse plaats Gizałki.